# スペルバウンド
株式会社スペルバウンド（SPELL BOUND Co., Ltd.）は東京都新宿区に存在した声優プロダクション・音響製作会社。2020年5月1日付でエイチエスプロモーションに移管した。

## 概要
2013年4月に設立。同年3月31日に活動を停止した声優プロダクション「ラムズ」の代表取締役であった鹿志村聡が新たに立ち上げた。
設立初年度において所属した國分絢一郎、狭川尚紀、郁原ゆう、平山笑美、土井友加里、津久井彩文は、いずれも「ラムズ」の所属タレントもしくは「RAMS Professional Education」の生徒だった。
音響制作部門を併設し、テレビアニメの音響も手がける。いずれもショートアニメで鹿志村聡が音響監督をつとめており、所属タレントを優先的にキャスティングしている。
2013年の設立と同時にスペルバウンド附属養成所を、東京と大阪の2箇所に開設。2014年4月「声優DebutGATE」プロジェクトを立ち上げ、新人声優の公開オーディションを配信サイト「SHOWROOM」で定期的に行っている。2015年に所属タレントとオーディション出身者によるユニット「声優連盟うたうたい」を結成し、声優デビューにさきがけてライブ活動などを行っている。
2020年5月1日付で、タレントマネジメント部門をエイチエスプロモーションに移管し、所属声優も移籍している。

## 所属声優

### 男性
- 井田真仁
- 國分絢一郎
- 鍋田匠
- まっくす

### 女性
- 伊東雅乃
- 神田瑞貴
- 篠原遥
- 高田菜々美
- 津久井彩文
- 椿木はる

### 以前所属していたタレント
- 狭川尚紀 - 2014年7月に退所[14]。
- 土井友加里 - 2014年4月に退所[15]。
- 長谷川歩美 - 2015年12月に退所[16]。
- 郁原ゆう - 2016年3月に退所[17]。
- 平山笑美 - 2018年7月に退所[18]。
- 海保えりか
- 平山龍
- 野田真理愛
- 柳橋なつみ
- 北垣内春香
- 塩出美彩希
- 鈴木南名子